# Komet Hartley-IRAS
Komet Hartley-IRAS ali 161P/Hartley-IRAS je periodični komet z obhodno dobo okoli 21,4 let.
.
 Komet pripada Enckejevi družini kometov (po klasični definiciji). Spada tudi med blizuzemeljska telesa (Near Earth Objects ali NEO).
. 

## Odkritje[4]
Komet je 4. novembra 1983 našel na fotografski plošči Malcolm Hartley v Avstraliji. Komet so našli tudi na posnetkih, ki jih je naredil satelit IRAS (Infrared Astronomical Satellite), ki je kot vesoljski observatorij opazoval celotno nebo v infrardeči svetlobi.